# 2002年の航空
< 2002年
2001年の航空 - 2002年の航空 - 2003年の航空

## 航空に関する出来事
- 3月31日 - スイス航空が倒産した。 スイスインターナショナルエアラインズがスイス航空の路線を引き継いで運行を始めた。
- 5月7日 - 北京発大連行きの中国北方航空6136便（マクダネル・ダグラスMD-82 ）が、乗客の放火により大連空港から東に約20kmの海上に墜落し112名が犠牲になった。（→中国北方航空6136便放火墜落事件）
- 5月15日 - イギリスの格安航空会社、イージージェットが、ブリティッシュ・エアウェイズからGo flyを買収した。
- 6月19日～7月3日 - スティーヴ・フォセットが気球Spirit of Freedom による世界一周飛行に成功した。
- 7月1日 - ドイツ南部の上空において、不適切な航空管制のためにロシア民間旅客機のバシキール航空2937便と国際宅配会社DHLの貨物機DHL611便が空中衝突し、墜落した。（→ユーバーリンゲン空中衝突事故）
- 7月1日 - スイスのピラタス社の高等練習機、ピラタス PC-21が初飛行した。
- 7月15日 - 欧州航空安全庁（European Aviation Safety Agency）が正式に発足した。
- 7月27日 - ウクライナ・リヴィウ近郊で開催された航空ショーにおいてデモ飛行を行っていたSu-27UBが急降下中に制御を失い、観客区域に墜落して爆発し、観客83人が死亡し、200人以上が負傷した。（リヴィウ航空ショー墜落事故）

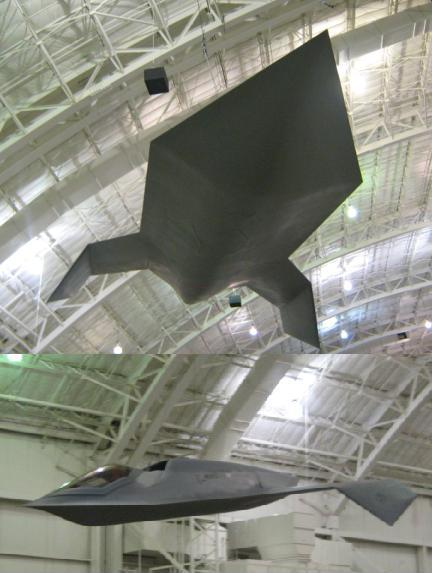
バード・オブ・プレイ

- 8月10日 - USエアウェイズが連邦倒産法第11章の適用を受ける。
- 8月20日 - 大韓民国の超音速機国産練習機、T-50が初飛行した。
- 8月26日 - アメリカ合衆国のエクリプス・アヴィエーション社の双発ビジネスジェット機、エクリプス 500が初飛行した。
- 9月15日 - スペイン空軍の国産輸送機 CASA C-295が無給油無着陸でサクラメントからホノルルまで飛行した。
- 10月18日 - ボーイングのステルス機 、バード・オブ・プレイを公表した。
- 12月20日 - ボーイングがソニック・クルーザーの計画中止を発表。代わりに、従来型で高効率を狙った 7E7の構想を発表。
- 12月31日 - 2002年度にエアバスの製造は189機で、ボーイングの176機を上回った。

## 2002年に初飛行した機体の画像

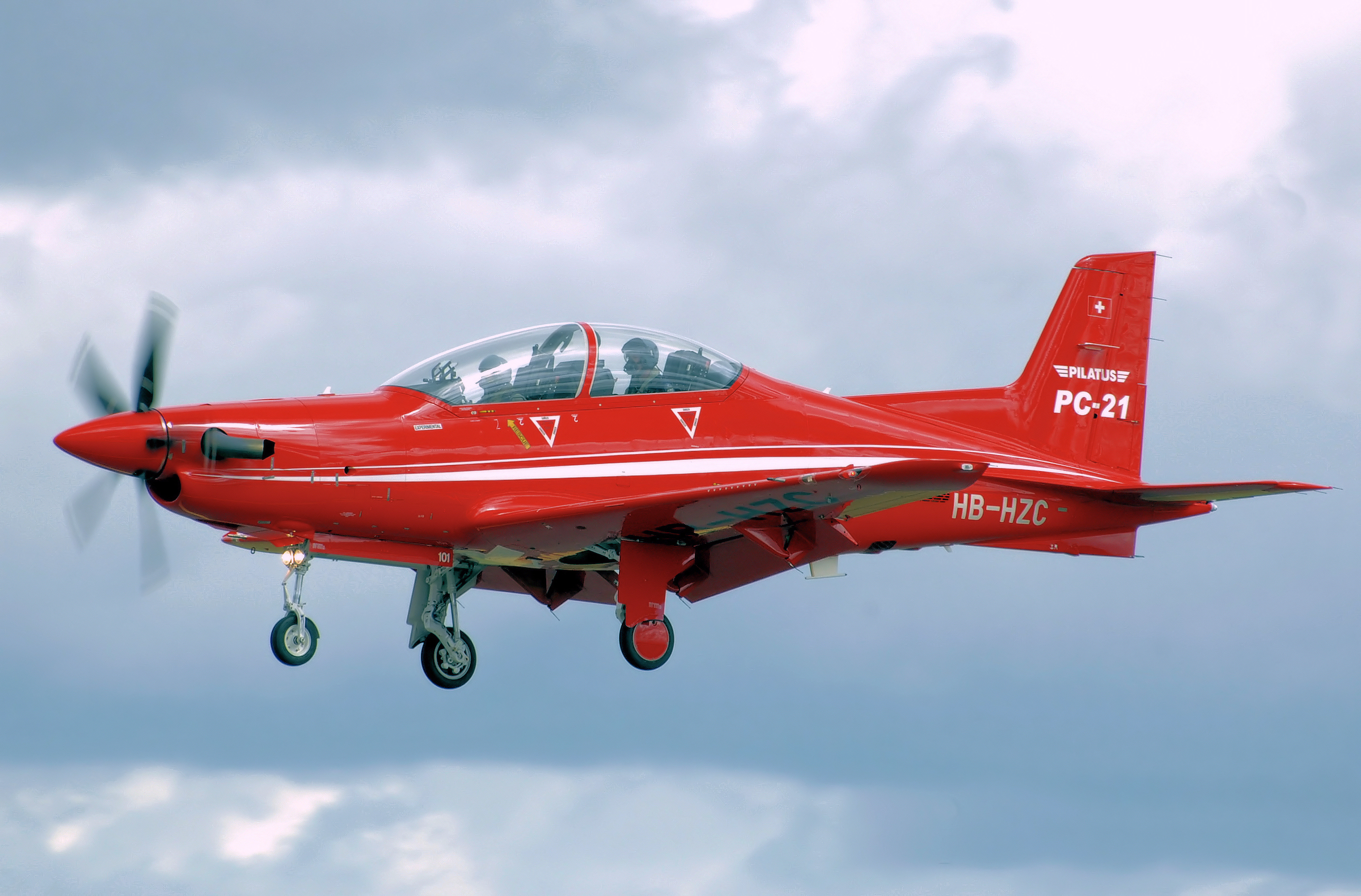
ピラタス PC-21 （7月1日）
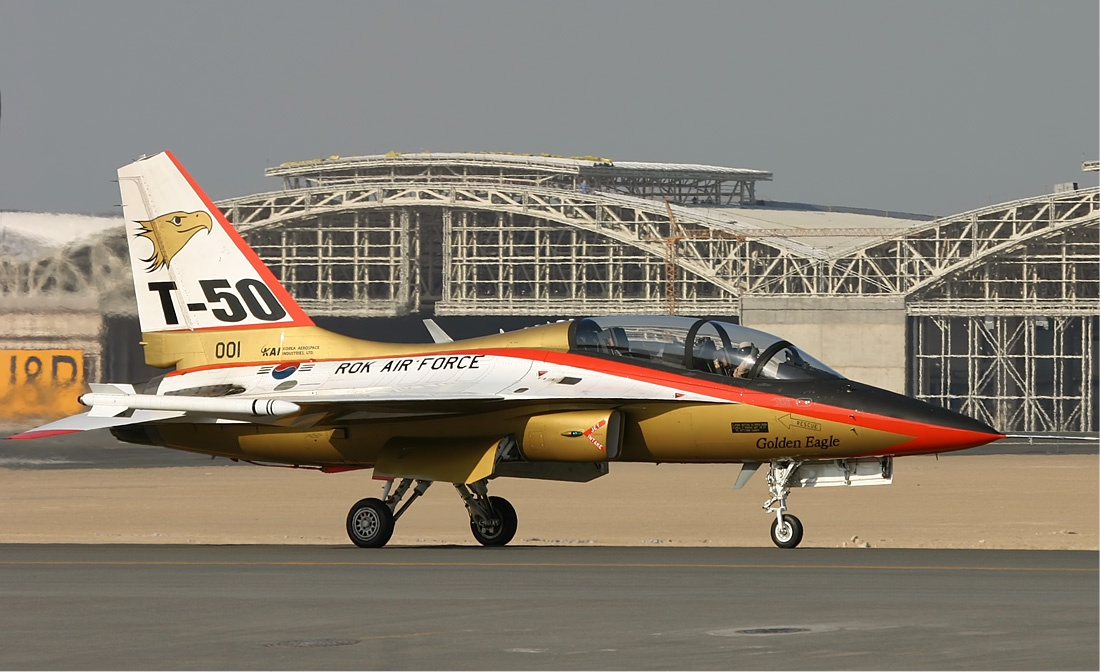
T-50 （8月20日）
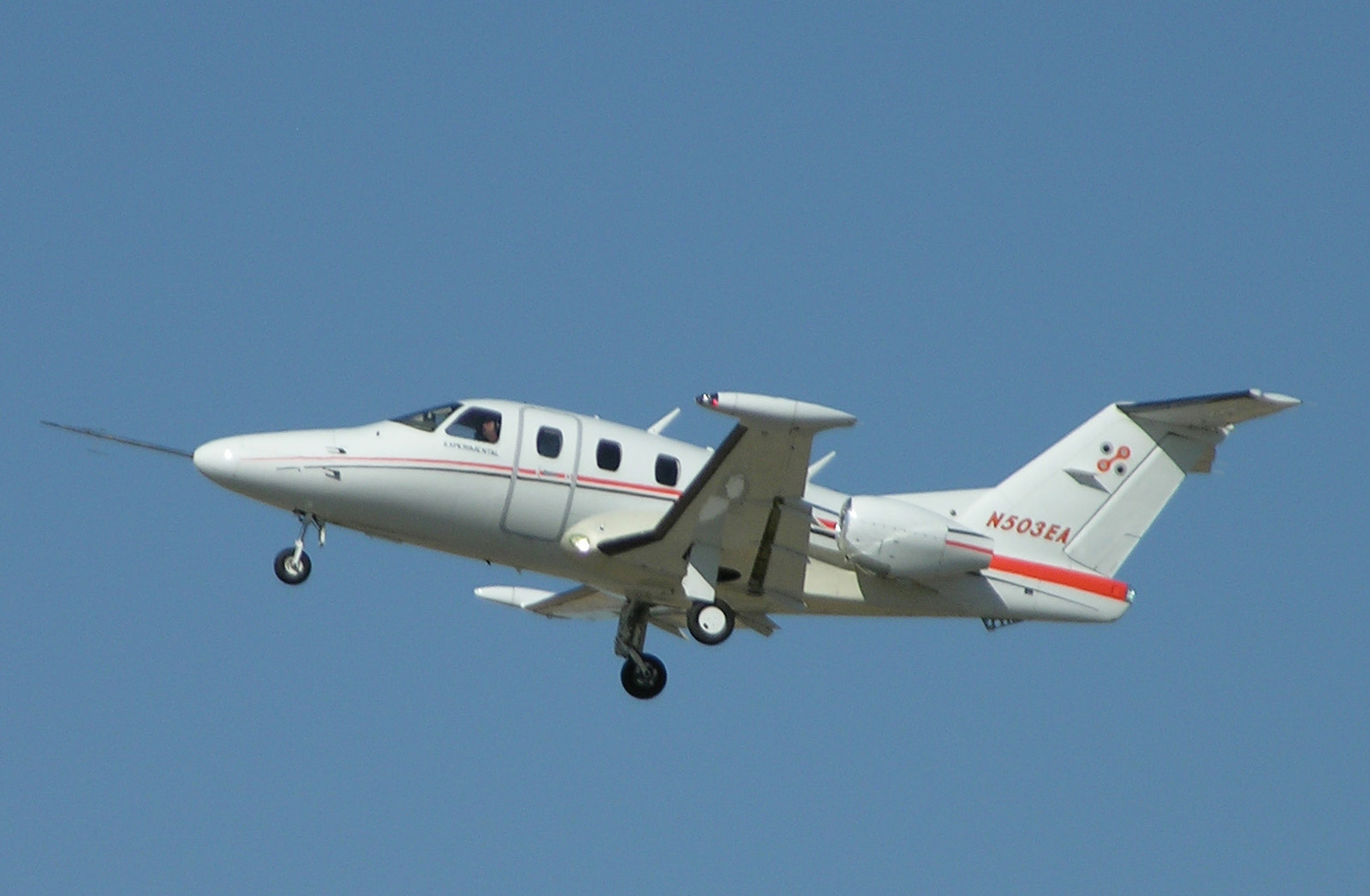
エクリプス 500 （8月26日）

## 航空に関する賞の受賞者
- ハーモン・トロフィー： スティーヴ・フォセット
- デラボー賞： STS 112 & ISSの乗組員、スティーヴ・フォセット